# Clausognathia suicauda
Clausognathia suicauda är en djurart som tillhör fylumet käkmaskar, och som beskrevs av Wolfgang Sterrer 1992. Clausognathia suicauda ingår i släktet Clausognathia och familjen Clausognathiidae. Inga underarter finns listade i Catalogue of Life.